# Elliott Landy
Elliott Landy (ur. w 1942 roku) – amerykański fotograf, najlepiej znany z robienia zdjęć rockowym muzykom. Był oficjalnym fotografem festiwalu w Woodstock w 1969 roku. Jego zdjęcia pojawiały się na okładkach takich gazet jak Rolling Stone, Life i Saturday Evening Post. Jego fotografie stanowiły także okładki wielu albumów, m.in. Boba Dylana, Vana Morrisona i The Band. 
Od 1967 do 1969 roku Landy fotografował Janis Joplin, Jimiego Hendriksa i Jima Morrisona, udając się razem z nimi w każdą podróż. Opublikował on również kilka książek, w których zawarta była kolekcja jego zdjęć. Landy mieszka w Woodstock od połowy lat sześćdziesiątych.